# Apodemus speciosus
Apodemus speciosus é uma espécie de roedor da família Muridae.
Apenas pode ser encontrada no Japão.